# Ross Cuthbert
Cuthbert Ross Cuthbert (* 6. Februar 1892 in Calgary, Alberta, Kanada; † 19. Januar 1971 auf Paget Island, Bermuda) war ein britischer Eishockeyspieler. 

## Karriere
Ross Cuthbert nahm für die britische Nationalmannschaft an den Olympischen Winterspielen 1924 in Chamonix und 1928 in St. Moritz teil. Mit seinem Team gewann er bei den Winterspielen 1924 die Bronzemedaille. Auf Vereinsebene spielte er für ein britisches Armeeteam.

## Erfolge und Auszeichnungen
- 1924 Bronzemedaille bei den Olympischen Winterspielen